# ワルイージ
ワルイージ（英: Waluigi）は、任天堂のコンピュータゲームである『マリオ』シリーズに登場するキャラクター。高身長で痩せており、紫色の衣服と、黄色の「Γ」が描かれた紫色の帽子を身に着けている。相棒であるワリオと共謀していたずらを行うことが多い。
ワルイージはワリオのテニスのパートナーとしてゲーム会社のキャメロットによって制作され、2000年のNINTENDO 64のゲーム『マリオテニス64』で初登場した。『マリオ』シリーズのスポーツゲーム、『マリオパーティ』シリーズ、『マリオカート』シリーズの多くにプレイアブルキャラクターとして登場する。『大乱闘スマッシュブラザーズ』シリーズなど、その他のゲームに登場することもある。
メディアからは長年にわたって賛否両論の評価を受けている。ワルイージに対する扱いはインターネット・ミームになっており、多くのファンを獲得している。

## デザインと設定

ワルイージの帽子にある「Γ」（上下が反転したL）のマーク

ワルイージは紫色のシャツ、オーバーオール、黄色の「Γ」（上下が反転したL）が描かれた紫色の帽子、白色の手袋、先端が尖った靴を身に着けている。高身長の痩せ型で、長い手足を活かしてスポーツで活躍することがある。面長であり、大きなピンク色の鼻、尖った長い耳、「L」の形の口髭、尖った顎をもつ。自己憐憫が強く、ルイージを密かにライバル視している。卑劣でずる賢いトラブルメーカーとして描かれることが多いが、マリオとルイージの活躍を見て、2人に対抗できる力を得るために下積みを続けるという努力家な一面もある。
ワルイージはワリオと共謀していたずらを行うことが多い。ワリオとの関係は「良き相棒」であると明言されている。アメリカでは当初、ワリオの弟と紹介されていたが、それ以降の2人の関係は曖昧になっており、キャメロット副社長の高橋秀五は「相棒だけど仲間じゃない、 助け合っていない間柄」であると答えている。

## 制作
ワルイージはNINTENDO 64のゲーム『マリオテニス64』の開発の際に、開発元のキャメロットによって制作された。『マリオ』シリーズには非人間型のキャラクターが多いため、テニスを題材とした『マリオテニス64』に登場できるキャラクターは限られていた。また、ダブルスではマリオとルイージのように対となるキャラクターでチームを分ける必要があったが、ワリオのパートナーとしてふさわしいキャラクターが存在しなかった。当初、キャメロットは任天堂に新しいキャラクターの制作を依頼したが断られたため、ワリオと対となるような悪いルイージのキャラクターをキャメロット側で考案することになった。「ワルイージ」という名前は、ルイージの名前と「悪い」を組み合わせたかばん語で、「悪いルイージ」を表している。この名前は語呂の良さや意味、インパクトを考慮して、デザインが完成する前に決まった。その他の案として、ワリオと同様にルイージから1文字を変えた「ワイージ」や、アメリカ側のスタッフが提案した「ジェロージ」や「ジナニー」があった。
キャラクターデザインはキャメロットのデザイナーである青木文秀が担当した。『ヤッターマン』に登場するドロンボー一味のトンズラーとボヤッキーに着想を得て、背が低く太った体型のワリオと見た目や能力でバランスをとるため、背が高く痩せた体型になった。衣服の色は、既存のキャラクターとの配色のバランスを考慮して紫色が選ばれた。帽子のマークは変遷しており、当初は頭文字をとった「W」であったが、ワリオの帽子のマークと重複するため、WとLを重ねたマークに変更された。その後、当時任天堂でキャラクターの監修を担当していた小田部羊一から、ワリオの「W」はマリオの頭文字「M」を反転させたものであるという助言を受け、最終的にルイージの頭文字「L」を反転させたマークにすることが決まった。デザインの一部は小田部が手直ししたものの、最終的にキャメロットによるデザインがほぼそのまま採用された。
ワルイージの声は初登場の『マリオテニス64』から『マリオストライカーズ バトルリーグ』まではチャールズ・マーティネーが担当した。マーティネーは2023年に「マリオの親善大使」に就任したことに伴い降板した。2024年発売の『スーパー マリオパーティ ジャンボリー』からはケビン・アフガニがワルイージ役を引き継いだ。

## ゲームにおける扱い
ワルイージは2000年に初登場して以降、2022年まで毎年少なくとも1つのゲームに登場していたが、2023年にこの記録は途切れた。ワルイージは『マリオ』シリーズの多くの作品に登場しているが、ワルイージを主役としたゲームは存在せず、主要シリーズである『スーパーマリオ』シリーズや、ワリオを主役とする『ワリオ』シリーズには一度も登場していない。

### プレイアブルキャラクター
ワルイージは『マリオテニス』シリーズ、『マリオゴルフ』シリーズ、『マリオストライカーズ』シリーズ、『マリオパーティ』シリーズ、『マリオカート』シリーズの多くにプレイアブルキャラクターとして登場している。『スーパーマリオスタジアム ミラクルベースボール』（2005年）ではメインキャラクターの1人、『スーパーマリオスタジアム ファミリーベースボール』（2008年）ではキャプテンの1人として登場する。そのほか、スポーツゲームでは『マリオ&ソニック』シリーズの全作品、『マリオバスケ 3on3』（2006年）、『MARIO SPORTS MIX』（2010年）、『マリオスポーツ スーパースターズ』（2017年）にもプレイアブルキャラクターとして登場する。『ドクターマリオ ワールド』（2019年）では「ドクターワルイージ」の名前でドクターとして登場する。
ワルイージはワリオのテニスのパートナーとして『マリオテニス64』（2000年）で初めて登場した。その後の『マリオテニス』シリーズでもワリオのパートナーとして登場したが、『マリオテニスアドバンス』（2005年）ではワルイージが単独で登場した。『マリオゴルフ ファミリーツアー』（2003年）は、悪役として登場したワルイージとワリオがクッパとのトラブルに巻き込まれる場面で始まり、『マリオテニスGC』（2009年）は、テニスのトーナメントで敗北したワルイージとワリオがクッパと協力してマリオとルイージに復讐を企てる場面で始まる。『マリオテニス エース』（2018年）のストーリーモードでは、ワルイージとワリオが持ち込んだラケットが重要な役割を果たす。『マリオゴルフ スーパーラッシュ』（2021年）では、ワルイージはアドベンチャーモードにおける重要キャラクターとしても登場する。
『マリオパーティ3』（2000年）のストーリーモードでは敵として現れる。このゲームには、様々な仕掛けが設定されたマップ「ワルイージとう」が存在する。『マリオカート ダブルダッシュ!!』（2003年）では自身の名前を冠した「ワルイージスタジアム」というコースが存在する。『マリオカートDS』（2005年）には「ワルイージピンボール」というコースが存在し、このコースはビジュアルやBGMの質により多くのファンに支持されている。ワルイージは『マリオカート7』（2011年）にはプレイアブルキャラクターとして登場しなかったが、『マリオカート8』（2014年）で再登場した。

### 非プレイアブルキャラクター
ワルイージは『大乱闘スマッシュブラザーズ』シリーズにプレイアブルキャラクターとして登場したことはない。『大乱闘スマッシュブラザーズX』（2008年）では、アイテム「アシストフィギュア」を使用した際に短時間現れるキャラクターとして初めて登場した。2014年2月、『大乱闘スマッシュブラザーズ』シリーズのディレクターの桜井政博は、ワルイージは『大乱闘スマッシュブラザーズ for Nintendo 3DS / Wii U』（2014年）でもアシストフィギュアとしては登場するものの、プレイアブルキャラクターとしては登場しないことを明らかにし、「頑張ったからといって戦いにこぎつけるとは限らない」と述べた。ワルイージは『大乱闘スマッシュブラザーズ SPECIAL』（2018年）でも同様にプレイアブルキャラクターとしては登場しなかったが、E3ではアシストフィギュアを倒すという新要素の紹介の際にワルイージが倒される場面が公開された。
『ゲームボーイギャラリー4』（2002年）では、ボクシングのミニゲームでルイージの対戦相手として登場する。『Dance Dance Revolution with MARIO』（2005年）では悪役の1人として登場する。
『ペーパーマリオRPG』（2004年）や『スーパーマリオ オデッセイ』（2017年）では、マリオがワルイージの衣装を着用することができる。『スーパーマリオメーカー』（2015年）では、マリオがアイテムをとることでワルイージの姿に変身することができる。『Minecraft: Wii U Edition』（2015年）では、DLC「スーパーマリオ マッシュアップパック」にワルイージのスキンが含まれている。『ラビッツ』シリーズとのコラボ作品『マリオ+ラビッツ キングダムバトル』（2017年）では、ワルイージをモデルにしたラビッツである「ブワルイージ」がワリオをモデルにした「ブワリオ」とともにボスとして登場する。

## 評価
ワルイージは長年にわたって賛否両論の評価を受けている。

### 肯定的な評価
『ニンテンドー・ライフ』のライアン・クラドックは、ワルイージのいない任天堂のスポーツゲームは想像できないと述べた。『ナーディスト』のブレア・マーネルは「ワルイージとワリオは悪者だが、その悪さが派手であるため、とても面白い。だからこそ、彼ら自身のファンが生まれているのだ」と述べた。『IGN』のマット・カサマッシナは、多くの人が知っているマスコットであり、任天堂のファンに愛されていると表現した。『Kotaku』のイアン・ウォーカーはワルイージに敬意を表し、マリオ、ルイージ、ワリオがいずれも共感できる可能性があるキャラクターであるのに対して「ワルイージは真に救いようのない悪党であるという点ではっきり異なっている」と強調し、ワルイージの性格の一面は誰しも持ち合わせていると言及した。また、ウォーカーは青紫色のNintendo Switchを宣伝する公式イラストでワルイージが見せたポーズが神秘的でセクシーであると評価した。『ザ・メアリー・スー』のブリアナ・ローレンスは、ワルイージは「任天堂の究極のセックスシンボル」であり、神秘的で興味深い個性があると評価した。文芸評論家のS・T・ヨシは、オルター・エゴの例としてワリオとワルイージを挙げている。
『ゲーム・インフォーマー』のダン・ライカートは、ワルイージはワリオよりも見た目や声、走る際の脚の動きが面白いと評価し、ワルイージを主役としたゲームがあるべきであると述べた。『Kotaku』のザック・ツヴィーツェンは、ワルイージが2023年発売のゲームに一切登場しなかったことに失望を表し、ワルイージは任天堂に忘れられていると述べた。また、ピーチを主役としたゲーム『プリンセスピーチ Showtime!』が発売されることに触れ、ワルイージもゲームの主役にふさわしいと考えた。ワルイージの初代声優を務めていたチャールズ・マーティネーは「ワルイージはもっと演じてみたい」と述べ、ワルイージが主役のゲームがあってもよいのではないかと述べた。
『エスクァイア』のドム・ネロは、ワルイージで『マリオテニス エース』をプレイすることがゲームにおける最高級の体験であるとして、ムーンウォーク、バックスイング、スピン、バラの花を投げる動作を「この上なく楽しませる」と評価した。『Kotaku』のザック・ツヴィーツェンは『マリオストライカーズ バトルリーグ』においてワルイージが得点を決めた際に見せる、特徴的な威張った態度とバラの花を用いたポーズのアニメーションを高く評価した。『TechRadar』のヘンリー・ストックデールは『マリオストライカーズ バトルリーグ』のビジュアルを称賛する中で、特にワルイージがバラの花を咥えながら打つ必殺技が「多くの任天堂ファンの夢」であると述べた。『VG247』のケルシー・レイナーは、『マリオカート』シリーズに登場するワルイージピンボールの急カーブや不快な音、ネオンといった特徴がまさにワルイージそのものを表していると述べた。レイナーは、本質的には無秩序なキャラクターであるワルイージが「自らのサディスティックな死の罠のレース」をプレイヤーに運転させるのは全く不思議ではないとして、このコースは「ワルイージが輝く時」であると評価した。『マリオテニスGC』の開発者である高橋宏之は、個性のあるキャラクターの方が好きであると述べ、このゲームにおけるお気に入りのキャラクターとしてワルイージとワリオを挙げた。

### 否定的な評価
『ニンテンドー・ワールド・レポート』のペドロ・ヘルナンデスは、ワルイージは「構造上、非常に基本的なキャラクター」であり、単にワリオが紫色のルイージに姿を変えただけであるとコメントした。ヘルナンデスは、ワリオには個性やストーリーがあるのに対して、ワルイージは脇役を埋めるための付属品に過ぎないと述べた。さらに、ワルイージは普遍的に敵意を向けられている一方でカルト的な人気を獲得しており、ゲーマーはワルイージに対して愛憎の入り交じった感情を築いていると指摘した。『GameDaily』のクリス・ブッファは、ワルイージを「ゲームの歴史の中で最も重要でないキャラクター」の1人に挙げた。『Cracked.com』は、「最も鬱陶しいゲームキャラクター15選」の3位にワルイージをランクインさせた。『Kotaku』のマイク・フェイヒーは『Cracked.com』の記述を引用し、ワルイージは個人的に最も鬱陶しいキャラクターであると言及した。『GamesRadar+』のブレット・エルストンは、『マリオテニス64』は素晴らしいゲームである一方で、ワルイージは「取るに足らない悪役」であると表現した。『ヴァイス』のマシュー・ゴールトは、ワルイージにはルイージを嫌っていること以外の特徴が存在しないと批判し、「怠惰で愚かでつまらない、企業のゴミキャラクター」と表現した。ゴールトはワルイージの性格描写が不十分であったために、ファンが何年もかけてワルイージの背景を独自に作り上げてきたと指摘した。

### インターネット・ミーム
ワルイージに対する不遇な扱いはインターネット・ミームになっており、多数の記事・動画・ファンアートが存在する。『AUTOMATON』編集長のAyuo Kawaseによると、ワルイージはワリオよりも悪事の規模が小さい小物として扱われたり、ゲームには数合わせで登場していると言及されたりすることが多いという。Kawaseは、ワルイージが単独で注目を集める機会は少なく、その「不憫さや気の毒さ、そして妙な愛らしさ」からファンを獲得していると述べた。『Kotaku』のベン・ ベルトリは、ワルイージは「ゲーム界で有数のアンチ・ヒーロー」であり、カルト的な人気を得ていると述べた。『ザ・リンガー』のクレア・マクニアは、ワルイージは任天堂のカルト・ヒーローであり、インターネット上で人気があると表現した。『デイリー・ドット』のイライジャ・ワトソンは、インターネット・ミームとしてのワルイージの影響を2008年から紹介し、「ウェブ上の一部に愛されている」と表現した。『ゲーム・ラント』のスタン・ホーゲヴェークは「『マリオ』シリーズで、ワルイージほどミームとしての力を持ったキャラクターはいない。ワルイージは誇張された人柄と動きで、多くのファンを獲得している」と述べた。『ワシントン・ポスト』のジーン・パークは、ワルイージがミームのネタとなったのは、ワルイージに背景となるものがほとんどなく、ファンは様々な形で表現することができたためであると説明した。『スクリーン・ラント』のルーカス・デロイテルは、ワルイージの設定が過去に何度か変更されていることに言及し、「ワルイージは最小限しか定義されておらず、人々は彼に好きな特徴を何でも刷り込むことができるため、非常に人気がある」と評価した。『USGamer』のナディア・オックスフォードは、『スーパーマリオストライカーズ』における、失うものは何もないと知っているかのようなワルイージの卑劣な行動がファンに支持される理由であると分析した。
ワルイージが『大乱闘スマッシュブラザーズ SPECIAL』でプレイアブルキャラクターとしては登場しないことが判明すると、ゲームメディアやSNS上では多くの人が否定的な反応を示し、多数のインターネット・ミームが生まれた。『IGN』のジョー・スクレベルスは、ゲーム内でワルイージがプレイアブルキャラクターになっていないことは「ワルイージがプレイアブルであることを望む人々への侮辱」であると表現した。この件に関するファンの反応は激化し、『大乱闘スマッシュブラザーズ』シリーズのディレクターの桜井政博のTwitterには嫌がらせのリプライが多数寄せられた。米国任天堂元社長のレジナルド・フィサメィはワルイージの人気を認め、任天堂がワルイージを嫌っているためにプレイアブルキャラクターから除外しているという考えを否定した。
2009年4月、ウェブコミック『ブロール・イン・ザ・ファミリー』にワルイージが登場し、エイプリルフール限定で『ワルイージ・イン・ザ・ファミリー』に改名した。ワルイージはウェブコミックに繰り返し登場するようになり、その結果「Too bad. Waluigi time.」というフレーズがインターネット・ミームになった。ワルイージが『マリオカート7』に登場しないことが判明すると、インターネット上の一部コミュニティから抗議の声が上がった。

## 商品
ワルイージはぬいぐるみ、衣服、食品のパッケージなどの公式による商品にも登場する。ワルイージのイラストが描かれた紫色のNintendo Switchの無線コントローラーも存在する。2016年にはワルイージのamiiboが発売された。